# Darrell Mickens
Darrell Dwain Mickens (* 15. Mai 1968) ist ein ehemaliger US-amerikanisch-deutscher Basketballspieler. Der 1,96 Meter große Flügelspieler bestritt elf Partien in der Basketball-Bundesliga.

## Laufbahn
Mickens spielte von 1987 bis 1991 an der University of Houston in der NCAA und erzielte in 92 Einsätzen einen Punkteschnitt von 6,9 je Spiel. In der Saison 1990/91 diente er als Mannschaftskapitän.
Im Anschluss an seine Universitätszeit wurde Mickens Berufsbasketballspieler und war zunächst in Kolumbien beschäftigt, zum Spieljahr 1992/93 wechselte er zum deutschen Zweitligaverein 1. FC Baunach. Bis 1995 stand er in Diensten der Oberfranken. Danach verstärkte Mickens die SpVgg Rattelsdorf, in der Saison 1997/98 glänzte er mit einem Schnitt von 24,2 je Begegnung als bester Korbschütze der 1. Regionalliga Süd-Ost. 1999 wurde er vom Bundesligisten Bamberg verpflichtet, hatte zunächst jedoch mit einer Knieverletzung zu kämpfen, sodass er im Spieljahr 1999/2000 keine Bundesliga-Partie bestritt. 2000/01 war er in elf Spielen in Deutschlands höchster Klasse aktiv und erzielte im Durchschnitt 5,3 Zähler, wechselte jedoch im Laufe der Saison nach Rattelsdorf zurück.
2002 setzte er seine Karriere beim spanischen Drittligisten Rayet Guadalajara fort und verstärkte dann von 2003 bis 2005 den TSV Crailsheim in der 2. Basketball-Bundesliga, verpasste aber weite Teile der Saison 2004/05 wegen einer Verletzung. In der Anfangsphase der Saison 2005/06 stand Mickens beim Zweitligisten TB Weiden unter Vertrag, verließ den Verein jedoch im Januar 2006 in Richtung Schweden, wo er für die Norrköping Dolphins auflief, ehe er seine Laufbahn im Sommer 2006 beendete.
Mickens kehrte in seine Heimat Texas zurück und wurde als High-School-Basketballtrainer tätig.